# Liste der Highways in Victoria

Lage von Victoria

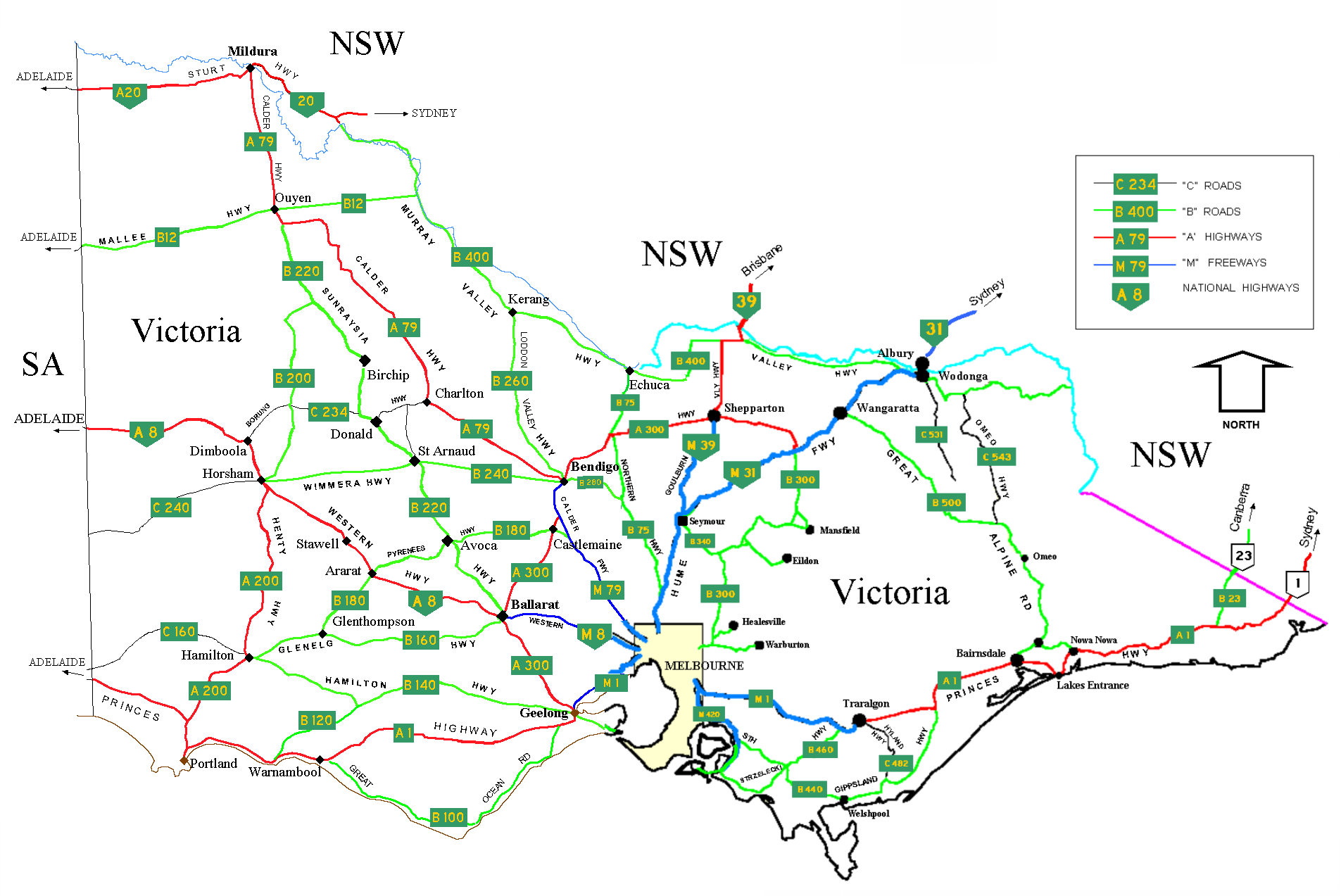
Karte der Highways in Victoria

Victoria (Australien) besitzt im Vergleich zu allen anderen australischen Bundesstaaten die höchste Highway-Dichte. Im Gegensatz zu den anderen Staaten hat Victoria kein fast unbesiedeltes Outback, hier sind die Städte gleichmäßig über das gesamte Gebiet verteilt, mit Ausnahme des Nordwestens und den australischen Alpen wo kaum Menschen leben.
Die Verkehrsdichte ist auf den Fernstraßen in Victoria grundsätzlich höher als die meisten anderen Bundesstaaten. Der Hume Highway, der Western Highway und der Princes Highway weisen mit das höchste Verkehrsaufkommen in ganz Australien auf.
Einige der Highways sind zum Freeway ausgebaut. Ein Freeway ist grundsätzlich mehrspurig und hat kreuzungsfreie Ein- und Ausfahrten.

## Benennung und Nummerierung
Die Highways in Victoria werden meist nach der geographischen Region, bestimmten Eigenarten oder nach Städten benannt. Bei einigen wie zum Beispiel dem Western Highway oder Northern Highway wurde lediglich die Richtung in der sie Melbourne verlassen als Bezeichnung gewählt.
Die Nummerierung basiert auf dem sogenannten Ring- und Speichen-System. Die ringförmig durch Victoria verlaufenden Highways bekommen ganzzahlige Vielfache von Hundert, wie zum Beispiel der Henty Highway (200), der Murray Valley Highway (400) und die Great Alpine Road (500), die den äußersten Ring markiert. Der Midland Highway (300) und der Maroondah Highway bilden den innersten Ring.
Die Speichen erhalten normalerweise ihre Nummer von den übergeordneten National Highways. Ansonsten bekommen Fernstraßen in Ost-West-Richtung gerade Nummern und in Nord-Süd-Richtung ungerade Nummern. Highways und vorrangige Straßen werden mit Vielfachen von 10 durchnummeriert.
Zusätzlich haben auch zahlreiche Straßen im Stadtgebiet von Melbourne Nummern nach diesem System erhalten.

## National Highways
- Western Freeway
- Western Highway
- Sturt Highway
- Hume Freeway
- Goulburn Valley Highway
- Ring Road (Melbourne)

## State Highways
- - Princes Freeway
  - Monash Freeway
  - CityLink
  - West Gate Freeway
  - Geelong Ring Road
- Princes Highway
- - Tullamarine Freeway
  - CityLink
- Nepean Highway
- - Eastern Freeway
  - EastLink
- Mallee Highway
- Monaro Highway
- Tullamarine Freeway
- - Tullamarine Freeway
  - CityLink
- Northern Highway
- Calder Freeway
- Calder Highway
- Ring Road (Melbourne)
- Henty Highway
- Midland Highway
- - South Gippsland Freeway
  - South Gippsland Highway
  - Bass Highway
- Bass Highway
- South Gippsland Highway
- Westernport Highway
- Westernport Highway

## Hauptverbindungsstraßen
- - Mornington Peninsula Freeway
  - Frankston Freeway
  - Moorooduc Highway
- Whitehorse Road
- Moorooduc Highway
- Surf Coast Highway
- - Bellarine Highway
  - Nepean Highway
- Hopkins Highway
- Hamilton Highway
- Glenelg Highway
- Pyrenees Highway
- Henty Highway
- Sunraysia Highway
- Wimmera Highway
- Loddon Valley Highway
- McIvor Highway
- - Goulburn Valley Highway
  - Maroondah Highway
  - Melba Highway
  - Midland Highway
  - Midland Link Highway
- Maroondah Highway
- - Goulburn Valley Highway
  - Maroondah Highway
- Maroondah Highway
- Warburton Highway
- - Bass Highway
  - Strzelecki Highway

## Verbindungsstraßen
- Dandenong Valley Highway
- - South Gippsland Highway
  - Pound Road
- Burwood Highway
- Mountain Highway
- South Gippsland Highway
- Borung Highway
- Borung Highway
- Wimmera Highway
- Burwood Highway
- Hyland Highway
- - Tarra Valley Road
  - Grand Ridge Road
- Kiewa Valley Highway
- Omeo Highway
- Snowy River Road
- Melton Highway

## Outback Tracks
- Grand Ridge Road
- Goombala Road

## Touristenstraßen
- Great Ocean Road
- Murray Valley Highway
- Phillip Island Road
- Great Alpine Road